# Ulrich von Wilamowitz-Moellendorff
Ulrich von Wilamowitz-Moellendorff (22. prosince 1848, zámek Markowitz u Mogilna – 25. září 1931 Berlín) byl německý klasický filolog, editor a překladatel řeckých básníků a předseda Pruské akademie věd.

## Život
Narodil se ve statkářské rodině v tehdejším Východním Prusku (Ostpreussen) a v letech 1862–1867 studoval na slavném gymnáziu Schulpforta blízko Naumburgu, kde se setkal také se starším F. Nietzschem. V letech 1867–1869 studoval klasickou filologii v Bonnu, kde se mimo jiné spřátelil s Hermannem Dielsem, a roku 1870 promoval v Berlíně. Zde se také setkal se slavným historikem Theodor Mommsen, který se později stal jeho tchánem. Roku 1872 ostře zkritizoval Nietzscheho Zrození tragédie, jemuž vytýkal nevědecký postup, aniž by s ním věcně polemizoval. Nietzsche na kritiku nereagoval, zastal se ho však E. Rohde a Richard Wagner. V letech 1872–1874 podnikl dlouhou cestu po Itálii a Řecku, při níž sbíral hlavně řecké rukopisy a připravoval své pojetí textové kritiky. Roku 1875 se habilitoval v Berlíně prací o Euripidovi a roku 1876 se stal profesorem v Greifswaldu, kde však nebyl spokojen. Roku 1878 se oženil s Mommsenovou dcerou Marií a měl s ní sedm dětí.
Roku 1883 se dostal na univerzitu v Göttingenu, kde se spřátelil s kritickým teologem Juliem Wellhausenem a kde patrně prožil svá nejšťastnější léta. Roku 1897 byl povolán do Berlína, kde se vedle své vědy věnoval také vědecké politice a získal si velký vliv. Roku 1899 byl zvolen členem Pruské akademie, roku 1908 působil jako hostující profesor v Uppsale a roku 1912 v Oxfordu. Roku 1915 byl zvolen rektorem berlínské univerzity a jako pruský vlastenec se silně podílel na válečné propagandě. Smrt syna, který padl na frontě, a porážka Německa roku 1918 ho velmi zasáhly a někteří z jeho žáků se od něho také odklonili. V posledních létech života sice dosáhl řady poct, žil však jako zlomený člověk.

## Dílo
Willamowitz byl zastánce přísné textové kritiky, kterou uplatňoval ve svých četných edicích řeckého divadla, poezie, ale také Homéra, Platóna a řeckých nápisů. Jeho cílem byla integrovaná věda o starověku, jež by dochované texty dovedla interpretovat pomocí znalostí historických, archeologických i sociologických. Patřil k iniciátorům velkých projektů jako byl Thesaurus linguae latinae, Inscriptiones Graecae nebo Corpus scriptorum ecclesiasticorum latinorum (CSEL) a vydání předsokratovských zlomků. Významně ovlivnil pojetí klasické filologie v Německu i v Anglii a značně zasahoval i do personální politiky německých univerzit v jeho oboru. Byl členem mnoha učených společností a četným doktorem univerzit v Berlíně, Oslu, Ženevě a v Greifswaldu. Po první světové válce byl však také terčem kritiky a jeho nemúzické překlady se již nevydávaly a nehrály.
Mezi jeho žáky vynikli zejména Werner Jaeger, Max Pohlenz a Wolfgang Schadewaldt.